# O Sete Trouxas
O Sete Trouxas é um filme brasileiro de curta-metragem de 2007, dirigido e escrito por Márcio Schoenardie, e exibido pela TV Brasil no programa Curta Criança 3. O filme foi produzido pela Casa de Cinema de Porto Alegre e por No hay plata No hay película Producciones.

## Sinopse
Jair conta para sua neta suas aventuras na infância e o medo do lendário Sete Trouxas, e de como com a ajuda de um amigo derrotou o monstro e livrou-se dele.

## Elenco
- Eduardo Sandagorda.... Jair (criança)
- Caio Pereira.... Butiá (criança)
- Luiz Paulo Vasconcellos.... Jair (idoso)
- Nataniélhe Pacheco.... neta do Jair

## Prêmios
- Melhor Direção de Arte no Festival de Cinema do Paraná 2008
- Melhor Direção de Arte no Festival de Gramado 2008